# Hemba (peuple)
Pour les articles homonymes, voir Hemba.
 (juillet 2022).
- Si vous ne connaissez pas le sujet, laissez ce bandeau (vous pouvez alors contacter les auteurs).
- Si vous supprimez le contenu mis en cause (vous pouvez préalablement contacter les auteurs),

argumentez précisément cette suppression dans la page de discussion
(un manque de référence n'est pas un argument ; une recherche réelle de référence doit avoir été effectuée, être formellement documentée).
 (juillet 2022).
Si vous disposez d'ouvrages ou d'articles de référence ou si vous connaissez des sites web de qualité traitant du thème abordé ici, merci de compléter l'article en donnant les références utiles à sa vérifiabilité et en les liant à la section « Notes et références ».
Les Hemba sont une population de langue bantoue d'Afrique centrale vivant au sud-Est de la République Démocratique du Congo (RDC), entre le fleuve Congo et le lac Tanganyika dans la province du Katanga, et principalement dans le Territoire de Kongolo. Certaines communautés sont aussi établis dans le Nord de la Zambie et en Tanzanie. Ils sont proches des Lubas et des Lundas.
Le terme "Hemba" signifie "Patiente", terme conjugué du verbe 'Uhemba" qui signifie selon le contexte "patienter", "attendre", "garder".
Mr. Germain Sango Mundeke, Président Général de Twibunge, qui est une structure de l'( Association socioculturelle de la communauté Hemba), explique dans son interview que le terme "Buhemba" fait référence au territoire qu'occupe les Hemba. Ce qui revient à dire que le territoire occupé par les Bahemba s'appelle Buhemba, car le nom Hemba signifiant Uhemba.
D'accord, après la conquête de la rive gauche de la rivière Lwika, conquête s'inscrivant dans la guerre déclenchée et dans la poursuite de Muluba, le grand frère eu instruit son petit frère de rester "garder" la portion du territoire nouvellement conquis et passé sous contrôle des Hemba afin de le préserver de toute reprise par l'ennemi.
Dans les pages suivantes sera bien expliquée cette histoire...
Hemba est une tribu d'Afrique, dont les populations sont généralement connues sous l'appellation de "Bahemba", qui signifie "Ceux qui patientent".
Le plus ancien ancêtre commun connu des peuples Hemba est Nyembo Luibola Imbuyu. Ce Patriarche a pour origine l'île "Zazi-bala", aujourd'hui rebaptisée Zanzibar, où son histoire, à l'instar de celle d'autres notables Hemba a commencé à être connue dans les archives belges, britanniques et français #Naytt .
By Damas-Lumbu Maboywa.

## Ethnonymie
Selon les sources et le contexte, on rencontre plusieurs variantes :
- Bahemba, Hembas;
- Muhemba;
- Baluba Hemba;
- Luba Hemba;
- Muluba-Hemba
- Kiemba ou Kihemba;
- Luba-Hemba;
- Waruwa[2].

## Histoire
- Si vous ne connaissez pas le sujet, laissez ce bandeau (vous pouvez alors contacter les auteurs).
- Si vous supprimez le contenu mis en cause (vous pouvez préalablement contacter les auteurs),

argumentez précisément cette suppression dans la page de discussion
(un manque de référence n'est pas un argument ; une recherche réelle de référence doit avoir été effectuée, être formellement documentée).
En provenance de Tanzanie, cette population s'est installée au Congo au XIXe siècle.
Bien avant l'installation de ce peuple en république démocratique du Congo. Ce peuple à l'origine.
Plusieurs prédécesseurs de l'histoire de Bahemba montrent l'origine de cette tribu depuis la région des rivières entre la lwama et lulindi, territoire de Kabambare. Chose qui n'est pas contestable, rien du mensonge n'est au rang. Car il se laisse voir que les œuvres le plus connues de celui appelé aujourd’hui Muhemba commencent à rendre ces visibilités à partir de Lwama et Lulindi. Mais La plus pertinente question que nous devons nous posé est celle de savoir d’où est venue le père de celui que nous appelons aujourd’hui ancêtre de  Bahemba ? Qui est son père ?
Car le terme Bahemba signifie les fils de Muhemba, la famille de Muhemba ou descendance de Muhemba. Ceux qui appartient à Muhemba. Le préfixe Ba signifie Bana = Fils, le <<na>> est aspiré, il n'est pas prononcé est reste muet. Il devrait signifier en ce terme Bana Ba Muhemba avec son aspirations, il se prononce Bahemba.
Muhemba est le nom propre de l'ancêtre père de Bahemba, Muhemba signifie ni Mu Hemba, qui signifie littéralement je vais lui gardé. Soit encore je patiente, j'attend mais le plus courent et compréhensif est celui de je vais lui gardé.
Car Mr. Germain Sango Mundeke président Général de Twibunge, (une association socioculturelle de la communauté Hemba), explique dans son interview que le terme Buhemba est y égard au territoire qu'occupe les Hemba, car le nom Hemba signifie Uhemba, c’est-à-dire qu'après la conquête de la Rive gauche dû à la poursuite de Muluba et à la possession de cette terroir, le grand frère a dit à son petit frère de rester gardé la partie déjà en possession, enfin de n'est pas laisser partir par des ennemis. Dans les pages qui suivent, nous parlerons plus sur ce chapitre a la place de la conquête du territoire.

### Origine de l'histoire de Bahemba
- Si vous ne connaissez pas le sujet, laissez ce bandeau (vous pouvez alors contacter les auteurs).
- Si vous supprimez le contenu mis en cause (vous pouvez préalablement contacter les auteurs),

argumentez précisément cette suppression dans la page de discussion
(un manque de référence n'est pas un argument ; une recherche réelle de référence doit avoir été effectuée, être formellement documentée).
L’histoire de l’ancêtre se laisse apparaître dans les siècles de notre ère après Jésus-Christ, où il apparaît sur le long du fleuve Nil une famille d'un grand chasseur en provenance de la région du Sahara, à la suite de la désertification de la région là, occupée par la famille bantou, la migration de la famille bantou s’étant de l’Égypte vers le désert de Sahara, la migration dû à la dispersion au déguerpir et à la division de l’Égypte antique, dont s'y trouve un patriarche de la famille Hemba, qui longea le fleuve Nil jusqu’à la source après avoir passé par le Soudan, en provenance du soudan, le patriarche de Bahemba passe dans l'ile de l'est sous le nom Zazi bala, qui signifie coût de foudre ou frappe de foudre, 
Dans cette île, apparaît un ancêtre grand chasseur guerrier, migrant du désert de Sahara du nom Nyembo Luiboyela Imbuyu. L’ancêtre père de Muhemba sous son nom donné par nos sources les narrateurs de l’histoire orale.
Un si puissant Homme vaillant guerrier et grand chasseur, tout au tour de lui se trouvait une arsenal de ces compagnons notamment sa famille et sa descendance, ses frères et sœurs. L’ancêtre Nyembo avait dans sa mal des pierre taillées et des instruments de guerres, des billes de la lance pierre ou la fronde et des flèches… 
L’ancêtre utilisait ces instruments par le pouvoir ancestral à la magique, se fut, lorsque Nyembo veut occuper une foret une savane, en principe, il jetait ces pierres taillées ou une flèche mais ils peuvent se transformer en une bombe une bale, pour faire peur aux animaux féroces et s'il se trouve un occupent.
Ainsi il occupait de patrimoines terrestre avec cette méthode, celle-ci fut développée dans cette île, c’est pourquoi il bâtira de cette île le nom Zazi-bala, car avant d’occuper toute l’étendue, ses fils lui disaient Tata Bala Zazi, qui veut dire père frappe un coût de foudre. Cette île est débaptisée aujourd’hui en île de Zanzibar, nom qui dérive ici du nom Zazi-bala.
La vie du Patriarche dans Zazi Bala
Nyembo avait sa sœur qui s’appelait, Muzinga Luganda, cette fille passa l'acte sexuel avec le fils de son frère et devint enceinte, son acte causa la sécession dans la famille, car cet acte fut condamné par toute la famille, puisque tout autour du patriarche Nyembo, se trouvait ses frères et sœurs qui le suivaient. L’inceste (Musa) a divisé la famille elle est préjugée coutumièrement à une cérémonie dû au Luhwa Tamba Ibenga ou Luhwa Tamba Nyhombe. C’est-à-dire les deux qui sont en flagrance, doivent faire des tours dans une fosse en étant tous nu sans aucun Habits et les notables du village vont les frapper avec des feuilles vertes et ils vont hurler sur eux, crier sur, en disant << EEHHEEH !! Luhwa Tamba Nyhombe qui veut dire en français facile que : les imbéciles, les connards, les ignorent faites un tour dans la fosse. Chose contraire cette cérémonie n’avait pas eu lieu enfin d'enlever une malédiction sur les deux personnes. Alors à une partie de la famille se détache du patriarche Nyembo, s’installa en Tanzanie, une partie aussi au nord de la Zambie.
Damas Lumbu Maboywa

## Population
Leur langue est le hemba, une langue bantoue parlée par 180 958 personnes en 2000.
Ce sont avant tout des agriculteurs et des chasseurs.

## Culture
L'art hemba est fortement influencé par celui de leurs voisins Lubas. Parfois il s'agit simplement d'objets à vocation utilitaire, mais les grandes figures d'ancêtres en bois (les Singiti) sont nombreuses et remarquables. Le personnage – masculin – est généralement debout, les mains sur le ventre et les yeux mi-clos, et son attitude dégage une impression d'assurance et de sérénité. Le travail du visage est particulièrement élaboré.
Les Kabeja sont des sculptures janiformes qui représentent le couple d'ancêtres fondateurs de chaque clan. Contrairement aux grandes effigies d'ancêtres, (les Singiti), qui pouvaient être détenues en nombre, la statue Kabeja était unique et appartenait au chef. Elle jouait un rôle dans toutes les cérémonies, ainsi que lors des décisions de justice
Cependant l'élément féminin est très présent (sièges à cariatides…).
Le culte des ancêtres se manifeste surtout à travers des sacrifices et des offrandes. Vidiye mukulu est le dieu créateur et Shimugabo l'Être suprême. La divination joue un rôle important dans la société hemba.

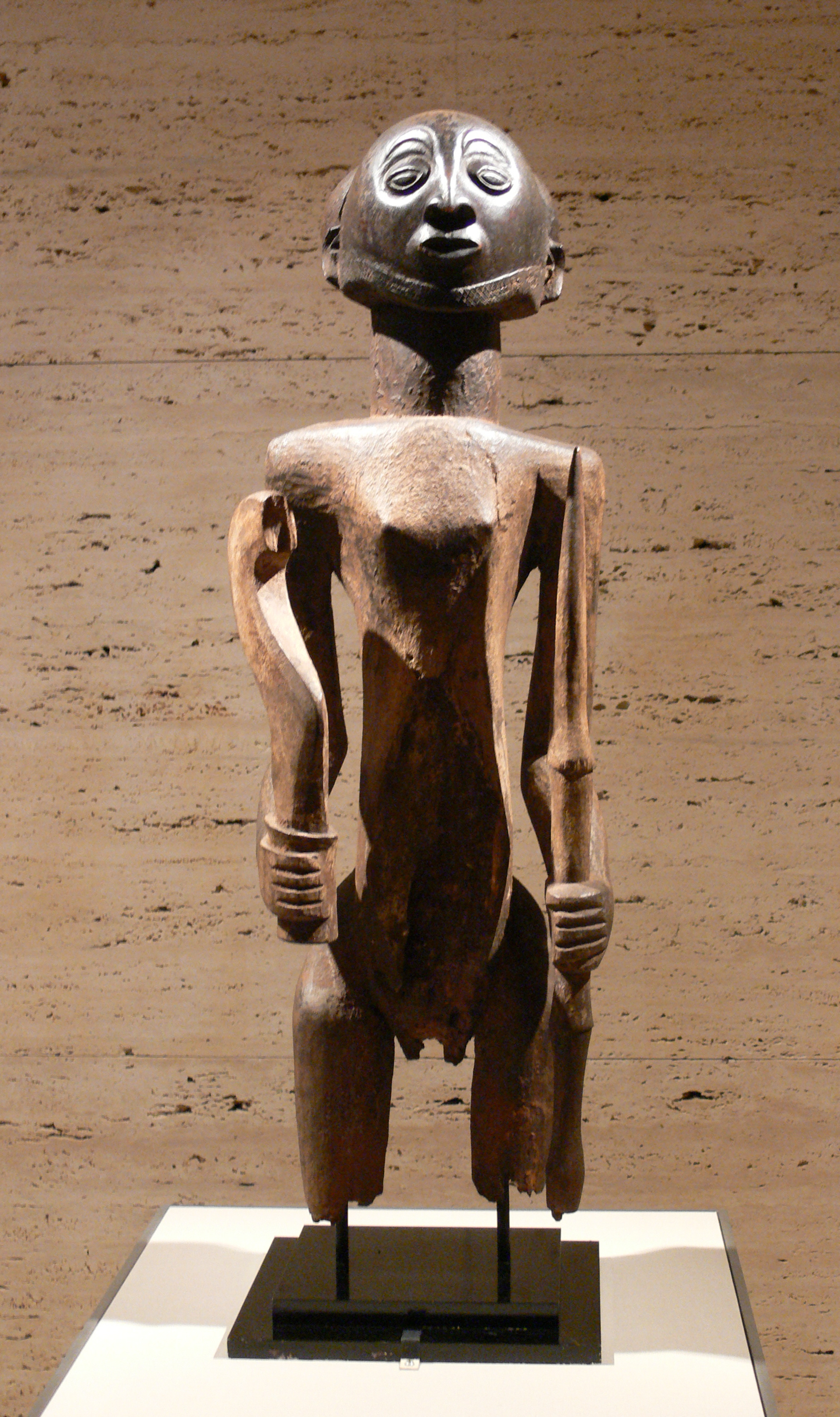
Figure d'ancêtre guerrier
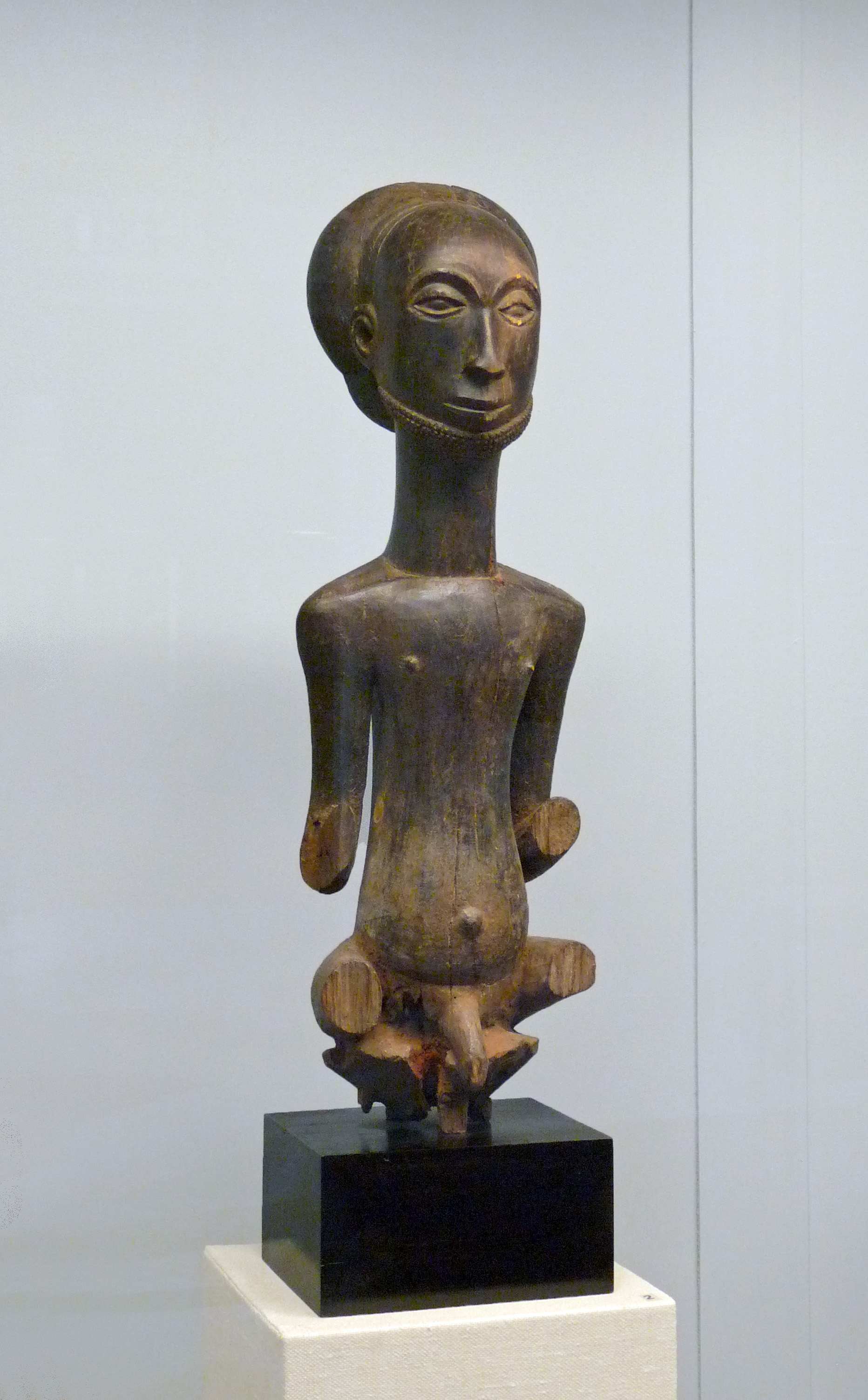
Figure d'ancêtre kipona
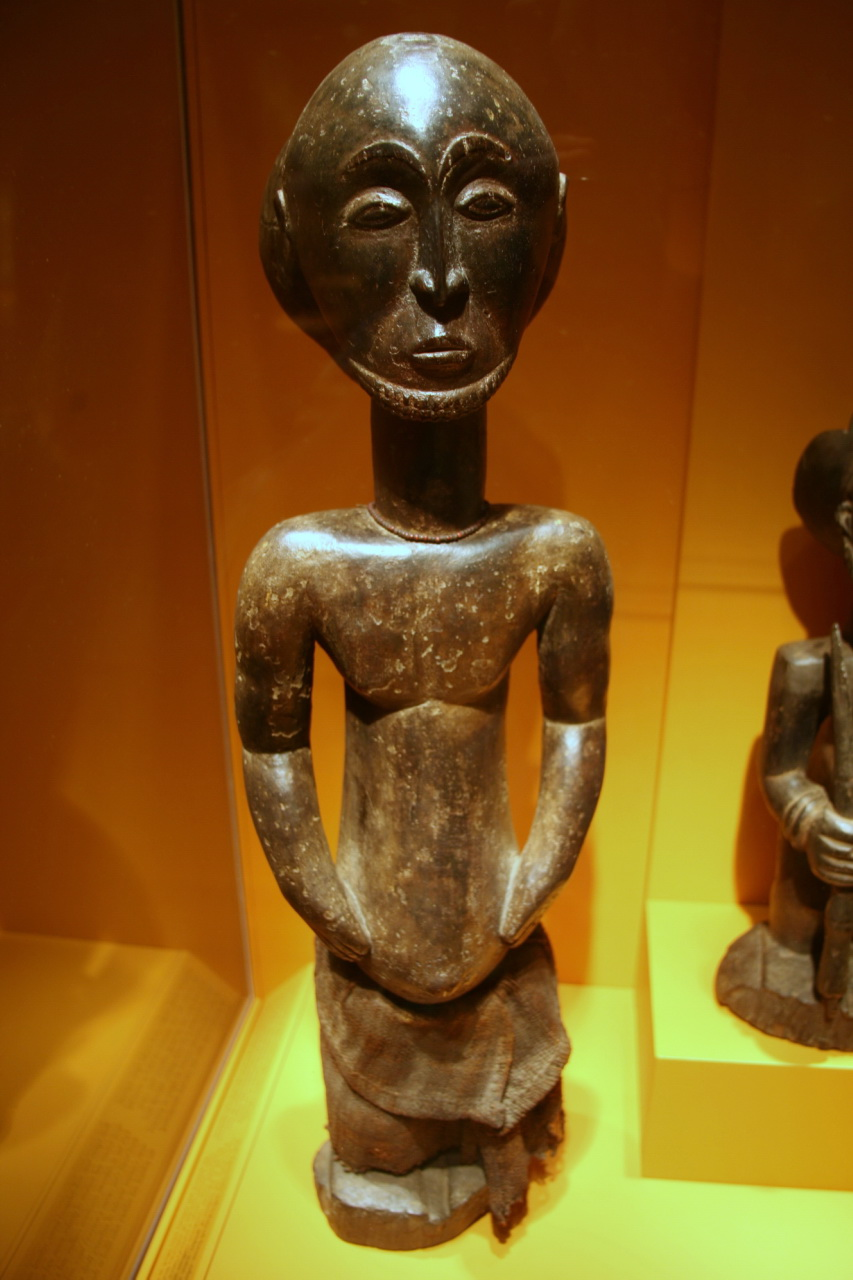
Figure d'ancêtre (chefferie Niembo)
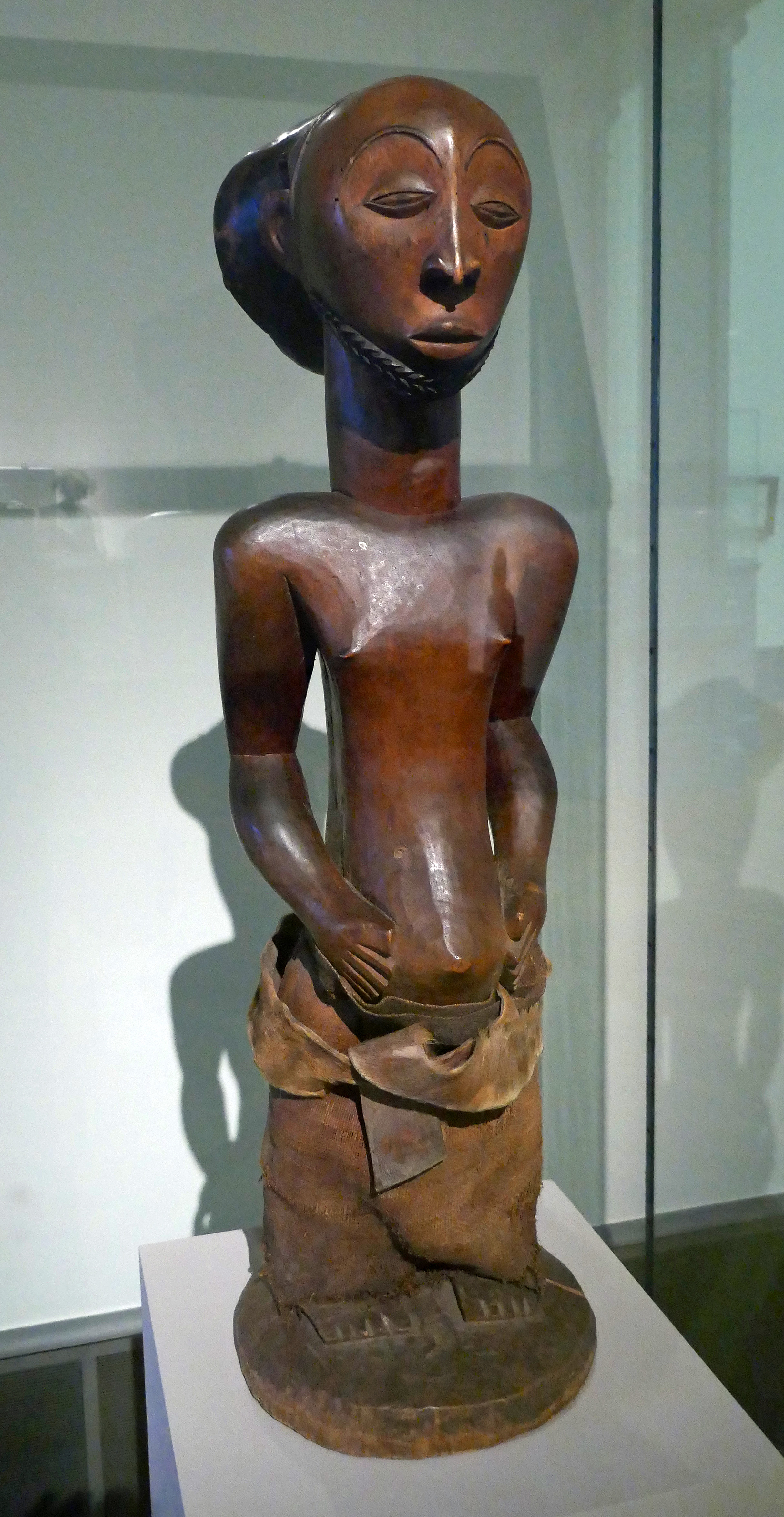
Figure d'ancêtre masculine
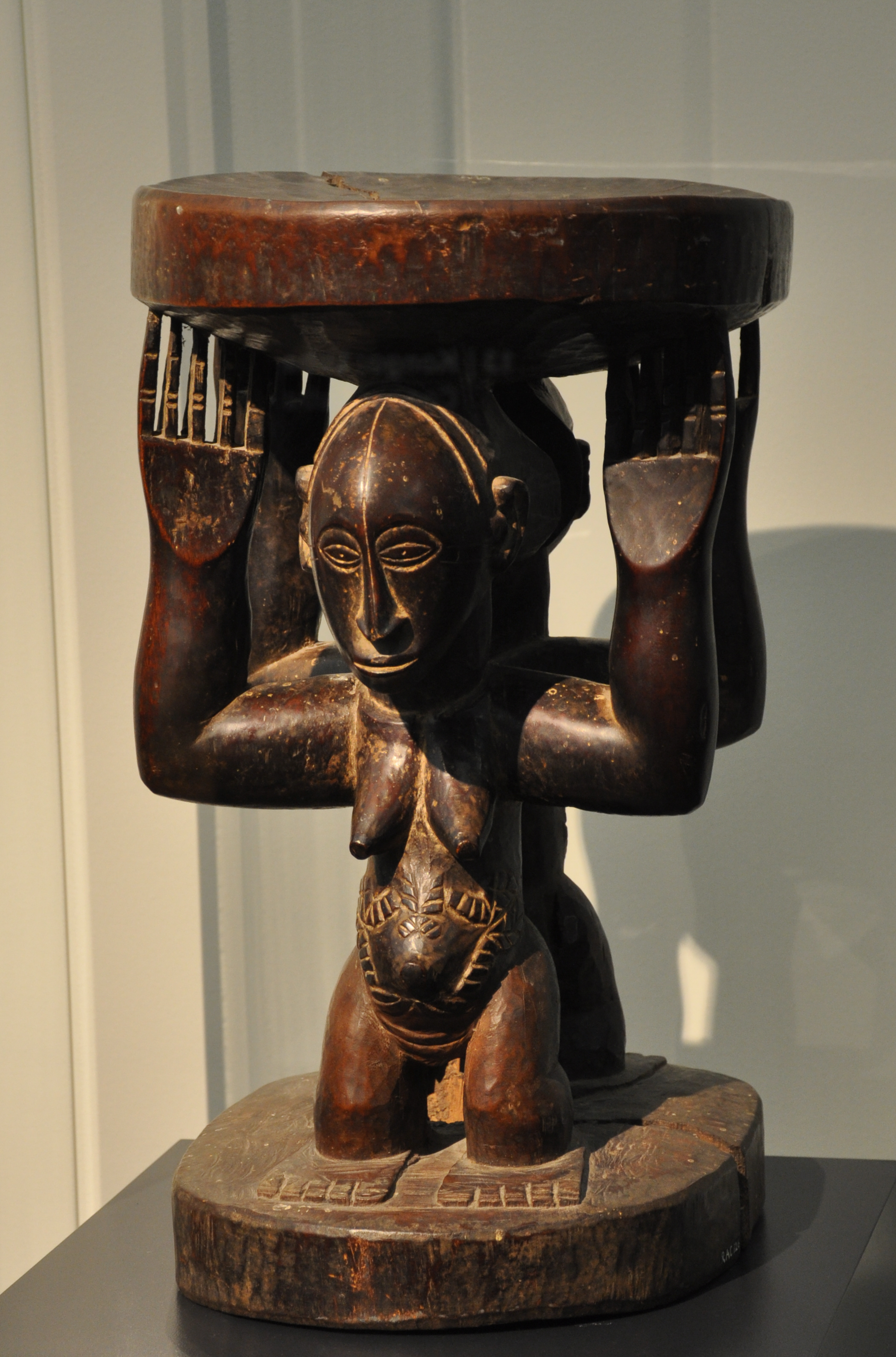
Siège à cariatide
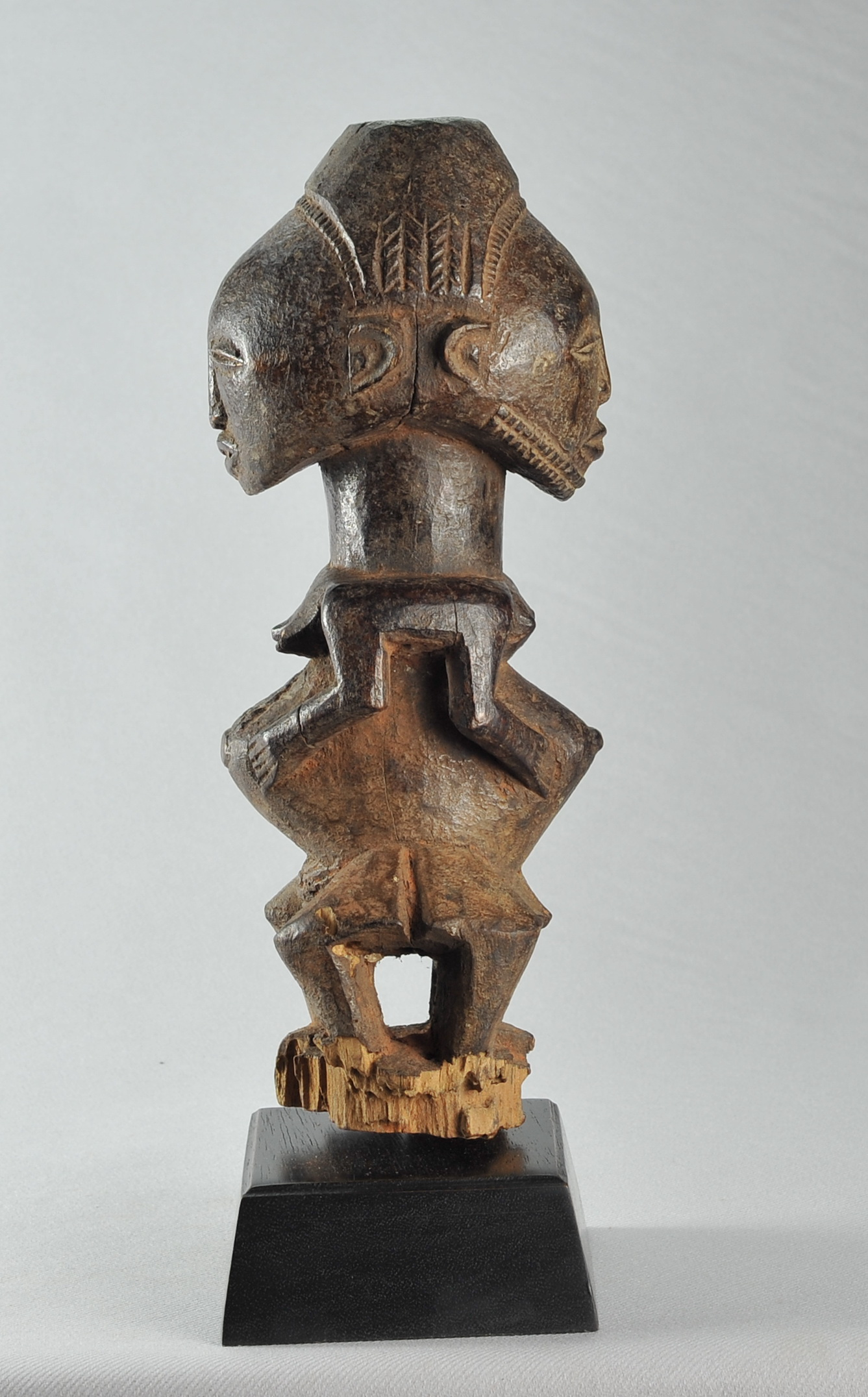
Statue Kabeja Hemba représentant le couple d'ancêtres fondateurs